# 카이바르

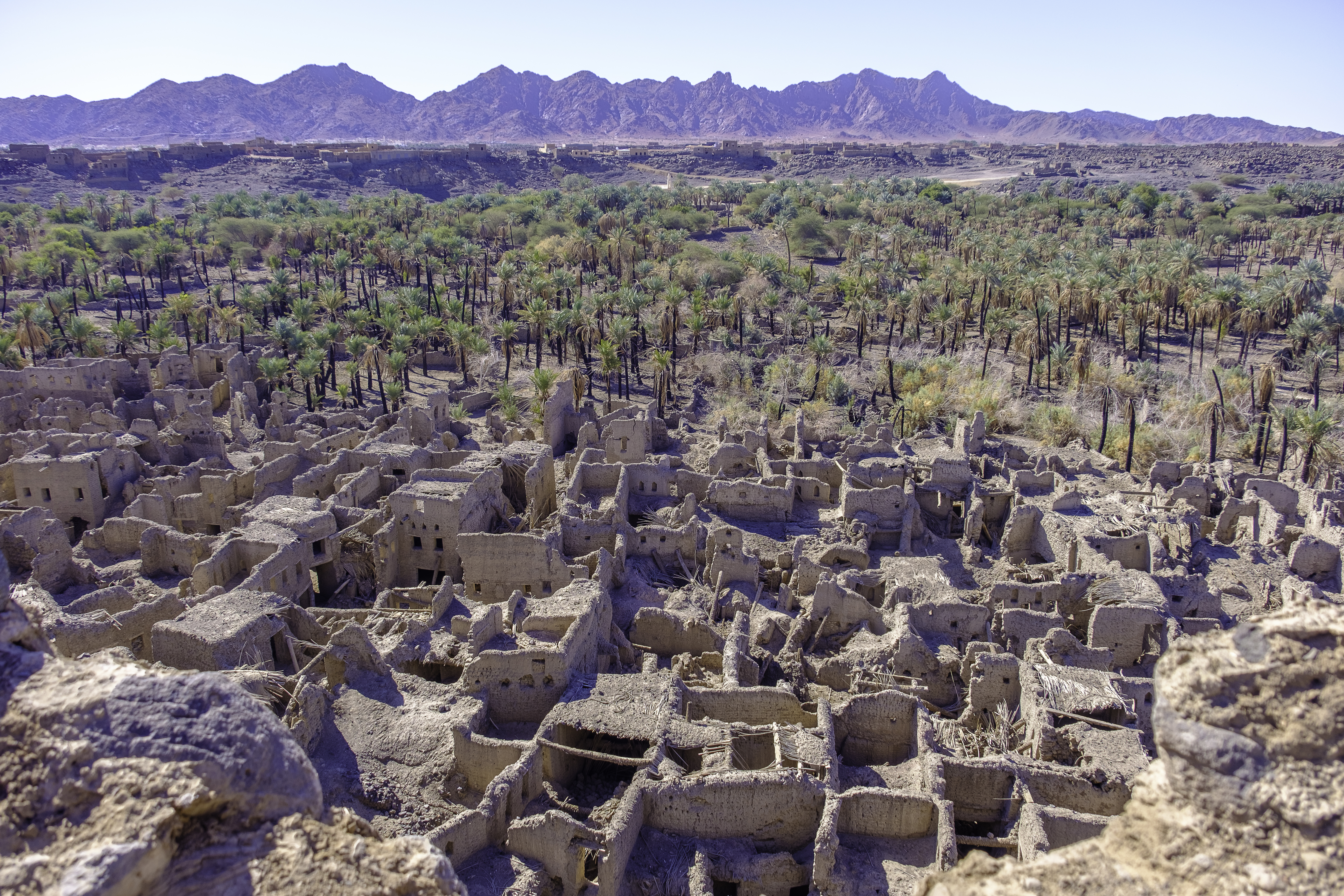

카이바르(Khaybar, 아랍어: خيب)는 사우디아라비아 메디나에서 북쪽으로 95 마일 정도 떨어진 오아시스의 이름으로 원래는 유대인 대거 거주지였으나 무함마드가 628년 침공하면서 아랍 세력으로 복속된 곳이다.
7세기 유대인이 거주했으며 모든 아시아 경작과 가축 및 야자 나무가 발달했다. 상업과 공예 기술이 발달했던 유대 사회는 부를 축척했으며 대개는 무역의 결과였다. 천이나 옷감이 거의 대부분 판매용이었으며 보석류 등도 많았다. 내부에는 전쟁 대비를 위해 방패와 요새, 창기병 등이 여럿 발견됐다.
오아시스는 세 지역으로 나뉘어 있었으며 인근에 습지와 협곡, 사막 지대도 있었다고 한다. 지형이 복잡다단했으므로 여러 요새가 들어서기 유리했으며 방어력을 갖추기 위해 언덕 위에 집과 방어 요새가 있었다.
근대에 이르러 카이바르는 아랍인들이 이스라엘에 대항하여 시위할 때 노랫구절에 아주 잘 등장하는 지명이 됐다. 사람들은 카이바르 지명에 아랍어 귀절을 붙여 노래한다.

## 기후
| Khaybar의 기후           | Khaybar의 기후 | Khaybar의 기후 | Khaybar의 기후 | Khaybar의 기후 | Khaybar의 기후 | Khaybar의 기후 | Khaybar의 기후 | Khaybar의 기후 | Khaybar의 기후 | Khaybar의 기후 | Khaybar의 기후 | Khaybar의 기후 | Khaybar의 기후 |
| 월                       | 1월            | 2월            | 3월            | 4월            | 5월            | 6월            | 7월            | 8월            | 9월            | 10월           | 11월           | 12월           | 연간           |
| ------------------------ | -------------- | -------------- | -------------- | -------------- | -------------- | -------------- | -------------- | -------------- | -------------- | -------------- | -------------- | -------------- | -------------- |
| 일평균 최고 기온 °C (°F) | 21.6 (70.9)    | 24.6 (76.3)    | 27.8 (82.0)    | 32.6 (90.7)    | 36.2 (97.2)    | 38.9 (102.0)   | 39.3 (102.7)   | 39.3 (102.7)   | 38.3 (100.9)   | 34.2 (93.6)    | 27.6 (81.7)    | 22.8 (73.0)    | 31.9 (89.5)    |
| 일평균 최저 기온 °C (°F) | 9.1 (48.4)     | 7.6 (45.7)     | 12.2 (54.0)    | 16.0 (60.8)    | 20.7 (69.3)    | 24.0 (75.2)    | 24.7 (76.5)    | 24.8 (76.6)    | 22.6 (72.7)    | 18.4 (65.1)    | 13.0 (55.4)    | 9.0 (48.2)     | 16.8 (62.3)    |
| 평균 강수량 mm (인치)    | 9 (0.4)        | 3 (0.1)        | 14 (0.6)       | 12 (0.5)       | 5 (0.2)        | 0 (0)          | 0 (0)          | 1 (0.0)        | 0 (0)          | 4 (0.2)        | 17 (0.7)       | 8 (0.3)        | 73 (2.9)       |
| 출처: Climate-data.org   |                |                |                |                |                |                |                |                |                |                |                |                |                |

## 카이바르와 헤즈볼라
레바논의 헤즈볼라 세력이 2006년 여름 "카이바르"라는 미사일을 이스라엘 영토 내로 발사했다. 헤즈볼라 측에서는 "새로운 카이바르 전투"의 시초가 될 것이라면서 치켜 세웠다.
이란은 2022년 케이바르 셰칸 미사일을 공개했다.